# Neteldoek
Een neteldoek (ook kaasdoek of passeerdoek) is een los geweven doek, gemaakt van katoen of netels, die in de keuken als een vorm van zeef wordt gebruikt. Ook bij het maken van kaas wordt een neteldoek gebruikt. Door de grove structuur kan het vocht gemakkelijk uitlekken.
Neteldoek werd vroeger ook toegepast in kleding en werd ook wel moesselien genoemd. In het Rijksmuseum  Amsterdam bevindt zich een jurk met als basis deze stof, die gedragen zou zijn door Marianne der Nederlanden.